# Wolfgang Wernsdorfer

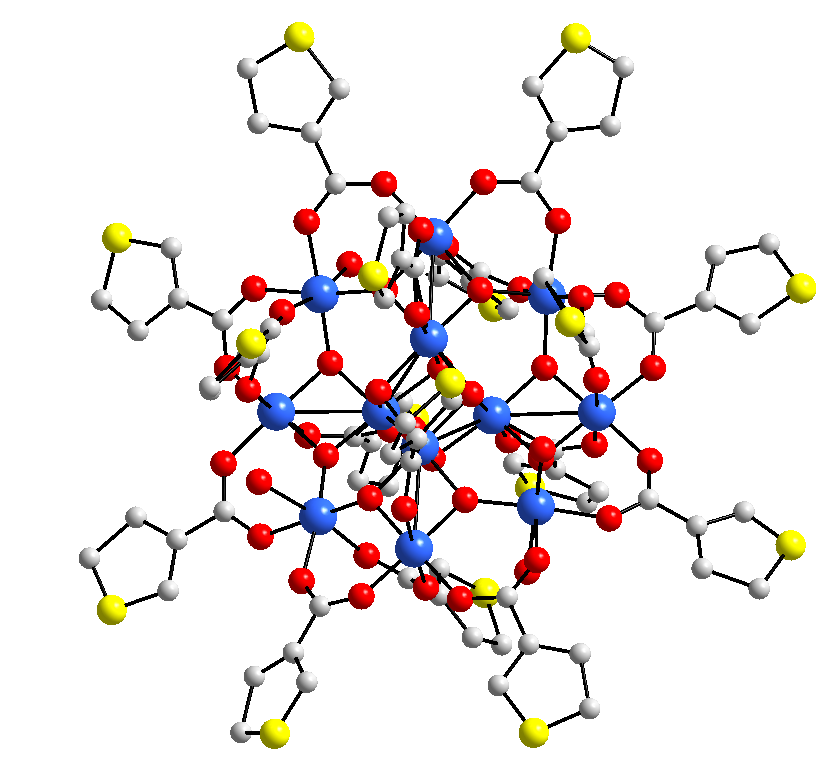
Molekülstruktur von Mn_{12}, einem Einzelmolekülmagneten.

Wolfgang Wernsdorfer (* 28. Juli 1966 in Dettelbach) ist ein deutscher Physiker, der sich mit experimenteller Festkörperphysik befasst.

## Leben
Wernsdorfer hat sechs Geschwister und wuchs in Würzburg als Sohn eines Goldschmieds auf. Er absolvierte ab 1981 eine Elektriker-Lehre in Würzburg (bei Elektro Schäfer) und studierte nach der Berufsoberschule in Würzburg (Abschluss 1988) Physik an der Julius-Maximilians-Universität Würzburg und an der École normale supérieure de Lyon (1991 bis 1995). Er wurde an der Universität Grenoble (Labor für Magnetismus Louis Néel und Tieftemperaturlabor) 1996 promoviert. 2002 habilitierte er sich in Grenoble. Er wurde dort 2004 Forschungsdirektor am Institut Néel des CNRS. 2016 erhielt er eine Humboldt-Professur am Karlsruher Institut für Technologie (KIT).
Er befasst sich mit Nanomagneten, den an diesen zu beobachtenden Quanteneffekten und deren Anwendung in der Spintronik. Als Doktorand in Grenoble entwickelte er einen Nano-SQUID, der als Messgerät für magnetische Eigenschaften von Nanostrukturen dient. Er entwickelte elektronische Schaltkreise, in denen der Strom durch Magnetfelder (mit Magneten aus einzelnen Molekülen) gesteuert wird und arbeitet daran, diese in konventionelle CMOS-Chips zu integrieren. Daneben erkundet er auch die Kopplung magnetischer Moleküle in hybriden Quantensystemen an Quantenpunkte, optisch aktive Ionen, Supraleiter, Quanten-Nanomechanik-Systeme. Ein Ziel ist die Entwicklung von Technologie für Quantencomputer. Verwendet werden Methoden der supramolekularen Chemie und Rastertunnel- und Rasterkraftmikroskope.
Wernsdorfer erhielt 1998 die Bronzemedaille des CNRS und 2016 dessen Silbermedaille, 2002 den Agilent Europhysics Prize der European Physical Society, 2006 den Olivier Kahn International Award des European Institute of Molecular Magnetism, 2012 den Spezialpreis der französischen physikalischen Gesellschaft und 2008 einen ERC Advanced Grant. Für 2019 wurden Wernsdorfer der Gottfried Wilhelm Leibniz-Preis und der Hector Wissenschaftspreis zugesprochen, für 2020 der Dominique Givord Award der European Magnetism Association. Er ist ordentliches Mitglied der Heidelberger Akademie der Wissenschaften seit 2020.

## Schriften (Auswahl)
- mit E. B. Orozco u. a.: Experimental evidence of the Néel-Brown model of magnetization reversal, Physical Review Letters, Band 78, 1997, S. 1791
- mit R. Sessoli: Quantum phase interference and parity effects in magnetic molecular clusters, Science, Band 284, 1999, S. 133–135
- mit N. Aliaga-Alcalde, D.N. Hendrickson, G. Christou: Exchange-biased quantum tunnelling in a supramolecular dimer of single-molecule magnets; Nature, Band 416, 2002, S. 406
- mit C. Thirion, D. Mailly: Switching of magnetization by nonlinear resonance studied in single nanoparticles, Nature Materials, Band 2, 2003, S. 524
- mit A. Mishra, K. A. Abboud, G. Christou: Initial observation of magnetization hysteresis and quantum tunneling in mixed manganese− lanthanide single-molecule magnets, Journal of the American Chemical Society, Band 126, 2004, S. 15648–15649
- mit A. J. Tasiopoulos, G. Christou u. a.: Giant Single-Molecule Magnets: A {Mn84} Torus and Its Supramolecular Nanotubes, Angewandte Chemie, Band 116, 2004, S. 2169–2173
- mit J. P. Cleuziou u. a.: Carbon nanotube superconducting quantum interference device, Nature Nanotechnology, Band 1, 2006, S. 53
- mit C. J. Milios u. a.: A record anisotropy barrier for a single-molecule magnet, Journal of the American Chemical Society, Band  129, 2007, S.  2754–2755
- Classical and quantum magnetization reversal studied in nanometer-sized particles and clusters, Advances in Chemical Physics, Band 118, 2007, S. 99–190
- mit L. Bogani: Molecular spintronics using single-molecule magnets, Nanoscience And Technology: A Collection of Reviews from Nature Journals, 2010, S. 194–201
- mit Urdampilleta u. a.: Supramolecular spin valves, Nature Materials, Band 10, 2011, S. 502
- mit R. Vincent, S. Klyatskaya, M. Ruben, F. Balestro: Electronic read-out of a single nuclear spin using a molecular spin transistor, Nature, Band 488, 2012, S. 357

## Belege
1. ↑  Gipfelstürmer im zweiten Anlauf. Newsroom. In: helmholtz.de. Helmholtz-Gemeinschaft Deutscher Forschungszentren e.V., abgerufen am 9. Juli 2022: „Er ist das zweite von sieben Geschwisterkindern, sein Vater war Goldschmied in Würzburg.“
2. ↑  Physiker Wolfgang Wernsdorfer bekommt einen Leibniz-Preis, Der Tagesspiegel vom 6. Dezember 2018, abgerufen am 6. Dezember 2018.
3. ↑  2020 EMA awards: results. In: European Magnetism Association. Abgerufen am 25. Mai 2020 (englisch).
4. ↑  Antrittsrede Herrn Wolfgang Wernsdorfer an der Heidelberger Akademie der Wissenschaften vom 27. November 2021. In: Jahrbuch der Heidelberger Akademie der Wissenschaften für das Jahr 2021. Heidelberg 2022, S. 167–172 (online).

| Personendaten    | Personendaten         |
| ---------------- | --------------------- |
| NAME             | Wernsdorfer, Wolfgang |
| KURZBESCHREIBUNG | deutscher Physiker    |
| GEBURTSDATUM     | 28. Juli 1966         |
| GEBURTSORT       | Dettelbach            |